# Gare de Yamato (Kanagawa)
La gare de Yamato (大和駅, Yamato-eki) est une gare ferroviaire de la ville de Yamato, dans la préfecture de Kanagawa, au Japon. La gare est gérée conjointement par les compagnies Odakyū et Sōtetsu.

## Situation ferroviaire
La gare de Yamato est située au point kilométrique (PK) 7,6 de la ligne Odakyū Enoshima et au PK 17,4 de la ligne principale Sōtetsu.

## Histoire
La gare a été inaugurée le 12 mai 1926.

## Services aux voyageurs

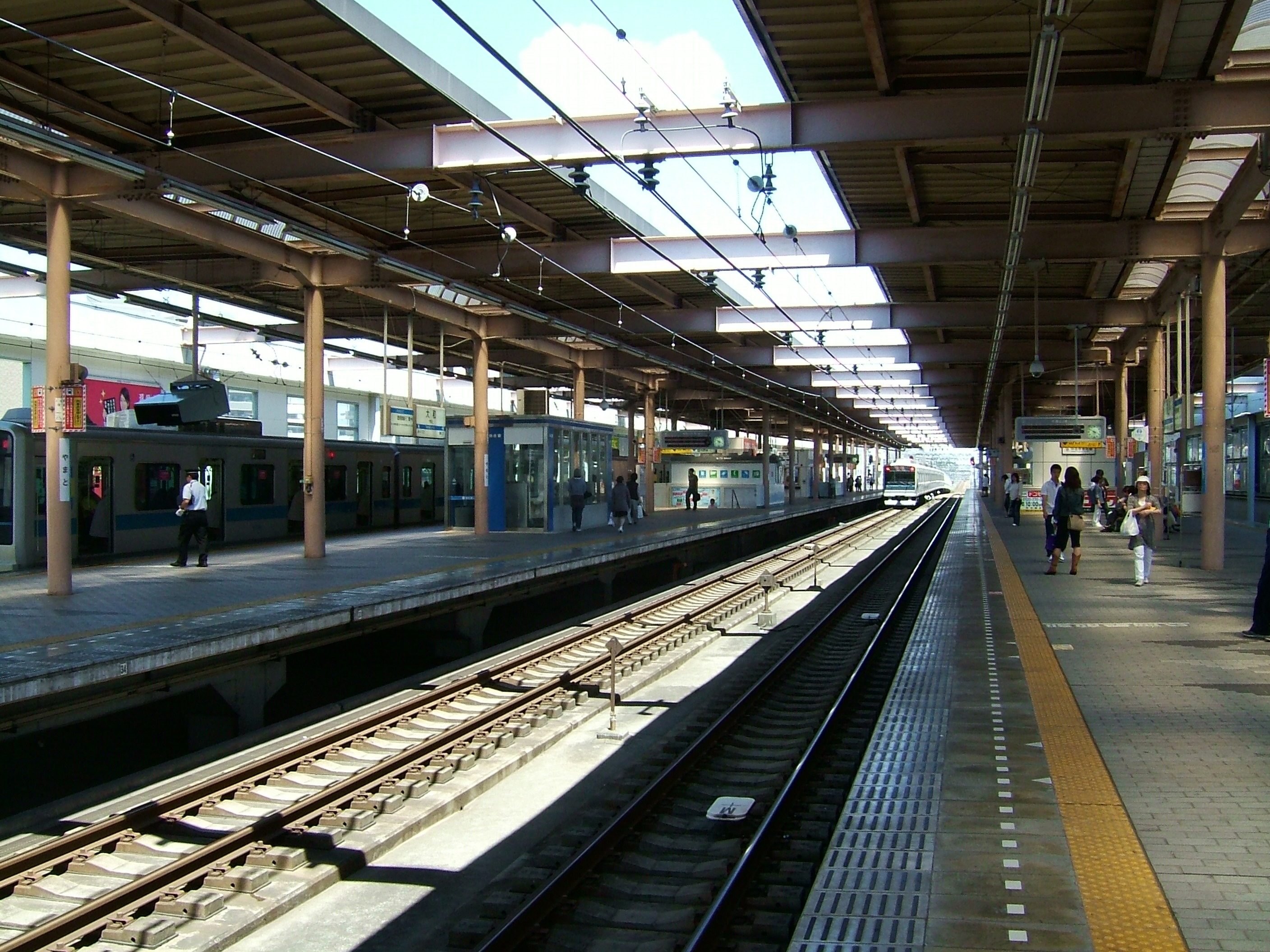
Quais de la ligne Enoshima

### Accès et accueil
La gare dispose d'un bâtiment voyageurs, avec guichets, ouvert tous les jours.

### Desserte

#### Odakyū
- Ligne Enoshima :
  - voies 1 et 2 : direction Katase-Enoshima
  - voies 3 et 4 : direction Sagami-Ōno (interconnexion avec la ligne Odawara pour Shinjuku)

#### Sōtetsu
- Ligne principale Sōtetsu :
  - voie 1 : direction Ebina
  - voie 2 : direction  Futamatagawa et Yokohama